# République soviétique chinoise
Cet article concerne uniquement la république soviétique proclamée en Chine en 1931. Pour un article plus général sur les territoires contrôlés par les communistes de 1927 à 1949, voir Chine sous contrôle communiste (1927-1949). Pour le régime communiste en place depuis 1949, voir République populaire de Chine.
7 novembre 1931 – 22 septembre 1937
5 ans, 10 mois et 15 jours
Entités précédentes :
- République de Chine

Entités suivantes :
- République de Chine

La République soviétique chinoise (中华苏维埃共和国 ; pinyin : Zhōnghuá Sūwéi'āi Gònghéguó), parfois confondue avec le Soviet du Jiangxi (et désignée du nom de république soviétique chinoise du Jiangxi), partie la plus importante de son territoire, exista de 1931 à 1937 avec le soutien de Moscou et sous la présidence de Mao Zedong.

## Histoire

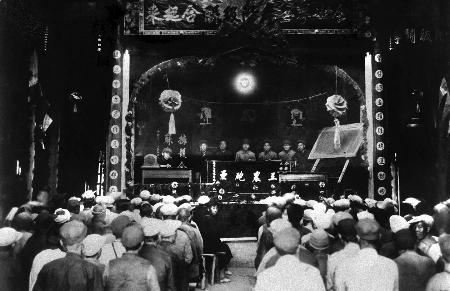
Création le 7 novembre 1931 du soviet chinois par Mao Zedong, Zhu De, etc.

Le 7 novembre 1931, à Ruijin, les petites bases de guérilla communistes sont regroupées par Mao Zedong pour créer la République soviétique chinoise,,,. Les communistes profitent pour cela du retrait des troupes de Tchang Kaï-chek, qui partent au nord du pays affronter les envahisseurs japonais.
Jung Chang et Jon Halliday expliquent que cet État, composé de plusieurs régions « rouges » éparpillées au cœur du pays, a pour base centrale celle d'où agit Mao Zedong (Jiangxi et Fujian « rouges »), qui couvre quelque 50 000 km2 pour 3,5 millions d’habitants.
Le centre du PCC se déplace de Shanghai à Ruijin, et avec lui Zhou Enlai, qui vient prendre ses fonctions de chef du Parti en décembre 1931. Zhou Enlai organise l’État sur le modèle soviétique.
Le Soviet du Jiangxi est anéanti le 15 octobre 1934, quand les troupes nationalistes de Tchang Kaï-chek bloquent Ruijin. Les communistes prennent la fuite et entament la Longue Marche, trouvant finalement refuge dans leur base du Shaanxi.
Jung Chang et Jon Halliday estiment qu'à son apogée, la République soviétique chinoise a couvert quelque 150 000 km2 pour une population de dix millions d'habitants.

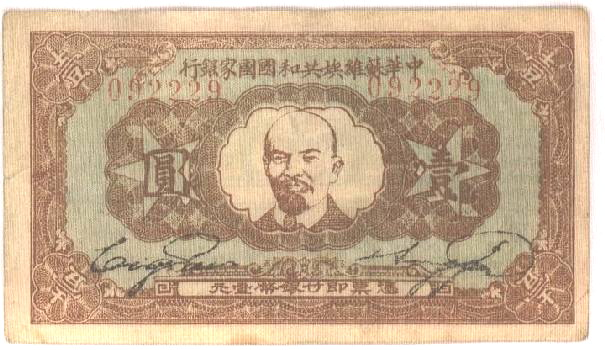
Billet d'un yuan, avec l'image de Lénine au centre.

La République soviétique chinoise a continué d'exister officiellement jusqu'en 1937 dans les territoires demeurés sous le contrôle communiste. Dans le contexte du deuxième front uni, et alors que la seconde guerre sino-japonaise a déjà commencé, le PCC émet le 22 septembre 1937 un manifeste proclamant de manière formelle l'unité avec le Kuomintang et la dissolution officielle de la République soviétique chinoise. Dans les faits, le PCC continue cependant de contrôler une partie du territoire chinois jusqu'au terme de la guerre civile chinoise : en 1949, la proclamation officielle de la république populaire de Chine marque sa victoire finale.